# 정수 베이직
정수 베이직(Integer BASIC 인티저 베이식[*])은 스티브 워즈니악이 만들이 만든 베이직 인터프리터이다. 애플은 1977년 애플 1의 롬에 정수 베이직을 포함했다. 개인용 컴퓨터에 탑재된 것으로는 최초이며 사용자들은 수 천개의 정수 베이직용 프로그램을 만들었다. 처음에는 ‘애플 베이직’이라고 불렸으나 애플 2에 마이크로소프트사에 의하여 개발된 애플소프트 베이직이 탑재되면서 '정수 베이직'으로 수정되었다.

## 역사
스티브 워즈니악은 1960대 후반에 캘리포니아의 고등학교에서 시분할 컴퓨터 터미널에서 베이직 언어를 처음 사용하였고, 1970년대에는 홈브루 컴퓨터 클럽(Homebrew Computer Club)의 회원으로 《101 베이직 컴퓨터 게임》을 읽고, 자신이 설계하는 컴퓨터에서는 휴렛팩커드사에서 자신이 작업하고 있는 논리 시뮬레이션 뿐만 아니라, 이 책에 나오는 게임도 모두 작동되도록 하겠다고 결심하였다. 워즈니악은 빌 게이츠가 인텔 8080용으로 알테어 베이직을 작성한 것을 알고, 애플 컴퓨터에 사용되는 MOS 테크놀로지 6502 CPU를 위한 최초의 베이직 프로그램을 작성하기로 작정하였다. 그는 자신이 근무하는 HP사의 HP-베이직이 《101 베이직 컴퓨터 게임》에서 사용된 DEC 베이직이나 알테어 베이직과는 그 구문이 상이하다는 점을 알지 못한 채, HP-베이직의 매뉴얼을 구해서 베이직 명령어의 일람표를 만들고 인터프리터를 어셈블리어(정확히 말하면 16진수 코드)로 종이에 써서 만들었다.
지금도 그가 쓴 노트가 남아 있다. 주요 시뮬레이션이나 게임에 정수가 쓰이고 개발 기간을 단축하기 위하여 부동소수점 연산에 관련된 루틴은 제외하고 16비트 정수 계산에 관련된 루틴만 구현하여 정수 베이직이 되었다.
그후 애플 II 플러스에 마이크로소프트사에 의하여 개발된 부동소수점 연산이 가능한 애플소프트 베이직이 탑재되면서 정수 베이직은 삭제되었다.

## 같이 보기
- 애플소프트 베이직